# Steins;Gate
Steins;Gate (яп. シュタインズ・ゲート, укр. Брама Штейна) — науково-фантастична візуальна новела, розроблена компаніями 5pb. і Nitroplus; друга  спільна гра в серії Science Adventure після проєкту Chaos;Head. Порт для операційної системи Windows на ПК вийшов 26 серпня 2010-го, для ігрової консолі Sony PlayStation Portable — 23 червня 2011-го. В описі Steins;Gate згадується як «гіпотетична наукова пригодницька гра». Її геймплей — лінійна сюжетна лінія, яка пропонує заздалегідь певні сценарії розвитку подій. Продовження гри під назвою Steins;Gate Hiyoku Renri no Darling вийшло 16 червня 2011-го.
Steins;Gate випущена для Xbox 360 15 жовтня 2009 року. Гра  перенесена на Windows 26 серпня 2010 року, PlayStation Portable — 23 червня 2011 року, iOS — 25 серпня 2011 року, PlayStation 3 — 24 травня 2012 р., PlayStation Vita — 14 березня 2013 р., Android — 27 червня 2013 р. 
Манга-адаптацію історії проілюстрував Сарачі Йомі, серіалізація розпочалася в журналі Monthly Comic Alive видавництва Media Factory 26 вересня 2009 р. Другу серію манги ілюструє Кендзі Мідзута, початок серіалізації — в журналі Monthly Comic Blade видавництва Mag Garden 28 грудня 2009-го.
Трансляція аніме-адаптації тривала з 6 квітня по 14 вересня 2011 р. У центрі сюжету — група друзів, які налаштували свій мікрохвильовий прилад таким чином, що той може відправляти текстові повідомлення в минуле. Steins;Gate отримала високу оцінку за переплетення сюжету, а актори — за зображення власних персонажів. Аніме торкається таких тем, як часова петля, подорожі у часі, інтернет-меми (Джон Тайтор), чорні діри, питання фаталізму і причинності (наслідки займають чільне місце: головний герой подорожує в часі кілька разів, виконуючи різні дії в спробі змінити майбутнє) тощо. Жанр — наукова фантастика, трилер, комедія.
Вийшов фільм за ідеєю аніме-серіалу, проте за словами дизайнера гри Шікури Чійомару, це абсолютно нова екранізація без повторення загальних подій Steins;Gate.

## Загальні відомості

### Назва
За словами сценариста аніме, слово «Штейн» навіяне ім'ям Альберта Ейнштейна, одного з авторів теорії відносності, наслідки якої часто використовуються у творі. У грі словосполучення «Брама Штейна» (яп. シュタインズ・ゲート) записується за допомогою кандзі, як «Ворота каменю долі» (яп. 運命 石 の 扉 унмейсекі но тобіра). Ієрогліф каменю обраний тому, що слово «Stein» перекладається з німецької як «камінь»; а слово «доля» просто додано для більшого ефекту.

### Сюжет
Сюжет Steins;Gate розгортається в Акіхабарі влітку 2010 р., приблизно через рік після подій Chaos;Head. Головний персонаж Окарін (він же Окабе Рінтаро) (Хооін Кьома — псевдонім) — студент Технічного університету вісімнадцяти років, який вважає себе геніальним божевільним ученим і захоплюється теорією подорожей у часі. Відвідавши лекцію доктора Накабачі про машину часу разом зі своєю подругою Маюрі і погортавши довідник, Окарін розуміє, що вся ця так звана теорія списана з історії Джона Тайтора, людини, яка з'явилася на американських форумах у 2000—2001 рр. і стверджувала, що він прибув з 2036 р. Пізніше Окабе перетинається з Макісе Курісу, талановитою ученою-фізиком і через кілька хвилин після зустрічі знаходить її мертвою на підлозі. У паніці він відсилає E-mail своєму другові, і реальність навколо нього змінюється, що приводить його до висновку, що він надіслав повідомлення в минуле. Яскравим доказом цього є його нова зустріч з живою Макісе. Пізніше група друзів налаштовують свій мікрохвильовий прилад таким чином, що той починає відправляти текстові повідомлення в минуле. Як тільки вони виконують різні експерименти, організація під назвою SERN, яка проводила власні дослідження щодо подорожей у часі, виходить на їхній слід, і головні герої починають шукати спосіб уникнути арешту.

### Персонажі
- Окабе Рінтаро (яп. 岡部 倫太郎)

Сейю: Міяно Мамору
Вік — 18 років. День народження — 14 грудня (Стрілець). Група крові — 2 (А). Зріст — 177 см. Вага — 59 кг. Засновник «Лабораторії пристроїв майбутнього» та співробітник лабораторії № 001
Центральний чоловічий персонаж. Першокурсник Токійського електротехнічного університету. Часто використовує псевдонім Hōōin Kyōma (Хооін Кьома дослівно, в перекладі з японської «Темний Фенікс», друзі ж називають його Окарін), коли представляється перед іншими людьми, вважає себе божевільним вченим і тому зображує свою поведінку як навіжену чи дивакувату (постійно говорить про якусь таємничу «організацію», яка стежить за ним, розмовляє сам з собою по телефону, супроводжуючи вищевказані дії божевільним сміхом). Засновник «Лабораторії пристроїв майбутнього» в Акіхабарі, де проводить більшу частину вільного часу. Постійно одягнений у білий халат, що є посиланням на образ вченого. Володіє унікальною можливістю пам'ятати події попередніх реальностей (світових ліній) після спотворень на відміну від інших людей, якій дав назву «Інтерпретації Штейна (Штайнера)» («Читання Брами Штейна»).
Попри те, що з боку Окарін здається дещо дивним і непотрібним, насправді він талановитий і кмітливий юнак. Наприклад, в 1 серії аніме-адаптації він відразу зауважив, що історія професора Накабачі скопійована з історії Джона Тайтора. Саме Рінтаро в 2036 р. є ватажком групи опору диктаторському режиму SERN (останній тому вважає його терористом) і винахідником спеціального пристрою, який дозволяє дізнатися, чи змінилося майбутнє. Відомо, що в майбутньому він через свою боротьбу і загинув (детальні обставини — невідомі). Користується великою повагою з боку Судзухи Амане.
Хоча звички Окаріна часто дратують або бентежать навколишніх, він відданий друг і заради друзів готовий на все. Його характер особливо проявляється у випадку з Маюрі, коли його подруга дитинства постійно вмирає в результаті різних обставин — хлопець завжди намагається врятувати її, робить спробу за спробою, та й взагалі помітно, що при найменшій нагоді він намагається її захистити.
У романтичних стосунках Окабе недосвідчений, оскільки цілком відданий науці; незайманий, хоча це анітрохи його не бентежить. До нього проявляють увагу багато дівчат (Фейріс постійно фліртує з ним; з Урушібарою, коли той був дівчиною, у Окаріна було навіть побачення, оскільки перша в нього закохалась, та й Маюрі до «божевільного вченого» явно небайдужа), але основний акцент робиться на його відносинах з Курісу. Хоча спочатку стосунки між ними не були гладкими: Рінтаро постійно дратував дівчину й мало не кожне їхнє спілкування не обходилось без сварки.
У 22 серії аніме-адаптації він освідчився Макісе Курісу в коханні.
- Макісе Курісу (яп. 牧瀬 紅莉栖)

Сейю: Імай Асамі
Вік — 18 років. День народження — 25 липня (Лев). Група крові — 2 (А). Зріст — 160 см. Вага: 45 кг. Три розміри — 79/56/83. Співробітник «Лабораторії пристроїв майбутнього» № 004.
Центральний жіночий персонаж. Талановитий учений (фізик і невролог) в американському університеті. Прекрасно володіє англійською мовою. У 18 років опублікувала свою статтю-дослідження у всесвітньо відомому науково-популярному журналі Science. Також саме вона — справжній творець машини часу в першому сценарії альтернативного майбутнього, в теперішньому 2010 р. вона відповідає переважно за теоретичну складову. Скептик за характером, спочатку вважала подорожі у часі чистою науковою фантастикою (у журналі Science, а потім і на лекції вивела навіть математичну формулу, яка забороняє часові подорожі).
Курісу померла в першій серії від рук невідомого вбивці, проте після того, як Окарін відіслав своє повідомлення, змінилась світова лінія, і вона залишилася живою.
Окабе часто називає її «асистент» або одним із вигаданим ним прізвиськ — «Крістіна», «зомбі», «поп-зірка-17», «збочена дівка геній», що сильно дратує дівчину. Вона характеризується як цундере-персонаж.
Її батько, фізик, бачив у ній суперника, через що вони й не ладнали один з одним. У дитинстві вона завжди любила слухати, як він розповідає про свою роботу, і до закінчення початкової школи вже могла розуміти суть його досліджень. Потім почала свої й отримала кілька нагород. У кінцевому рахунку батько перестав сперечатися з нею, оскільки Курісу постійно знаходила помилки в його розрахунках і, не помічаючи цього, завдавала удару його гордості. Окабе вирішив, що помирить Курісу з її батьком.
Курісу — спокійна і сором'язлива дівчина, червоніє, якщо хтось незнайомий наближається до неї занадто близько, дивиться їй в очі або зачіпає інтимну тематику. Курісу завжди стоїть на своєму, не любить програвати та коли хтось намагається керувати нею. З Окаріном Курісу пов'язують особливі відносини. Спочатку вона вважала його звичайним збоченцем і божевільним.
У 22 серії аніме-адаптації зізналася в коханні Окабе.
- Шіна Маюрі (яп. 椎名 まゆり)

Сейю — Ханадзава Кана
Вік — 16 років. День народження — 1 лютого (Водолій). Група крові — 1(О). Зріст — 152 см. Вага: 45 кг. Три розміри — 85/56/82. Співробітник «Лабораторії пристроїв майбутнього» № 002.
Подруга дитинства Окаріна. Займається створенням костюмів для косплею та працює неповний робочий день в мейд-кафе (ресторанчику, де офіціантки одягнені в костюми покоївок). Часто представляється як Маюші (ласкава форма її імені). Можливо, має якісь почуття до Рінтаро.
Маюрі — головний об'єкт, навколо якого обертаються теми фаталізму, життя й смерті. У другій половині серіалу вона постійно вмирає (від рук терористів, у ДТП, метро в результаті нещасного випадку тощо), незалежно від обставин і втручання Окаріна в хід часу.
- Хашіда Ітару (яп. 橋田・ダル・至)

Сейю — Секі Томокадзу
Вік — 19 років. День народження — 19 травня (Телець). Група крові — 4 (AB). Зріст — 164 см. Вага: 98 кг. Першокурсник Токійського електротехнічного університету. Співробітник «Лабораторії пристроїв майбутнього» № 003.
Першокласний хакер, який розбирається в апаратному та програмному забезпеченні комп'ютера. Окабе знає його ще зі старшої школи, він настільки досвідчений, що зміг зламати сервер ЦЕРН. Також знайомий з усім, що має стосунок до культури отаку. Рінтаро та Маюрі називають його Дару (скорочена форма імені, псевдонім). Великий фанат Фейріс, часто говорить фрази з сексуальним підтекстом, що примушує дівчат вважати його збоченцем. Окарін часто називає Ітару «суперхаркером», що його дратує[уточнити].
Біологічний батько Амане Судзухи.
- Кірю Моека (яп. 桐生 萌郁)

Сейю: Ґото Саорі
Вік — 20 років. День народження — 6 червня (Близнюки). Група крові — 3 (B). Зріст — 167 см. Вага: 54 кг. Три розміри — 88/59/88. Співробітник «Лабораторії пристроїв майбутнього» № 005.
Загадкова висока дівчина, з якою познайомився Рінтаро в Акіхабарі. Надзвичайно дорожить своїм мобільним телефоном і дуже хвилюється, коли будь-хто торкається до нього. Вона дуже сором'язлива, у зв'язку з чим віддає перевагу обміну SMS-ками, а не реальному спілкуванню. Через це Окабе дав їй прізвисько «Блискавична натискачка». Зациклена на пошуках старого комп'ютера IBN-5100.

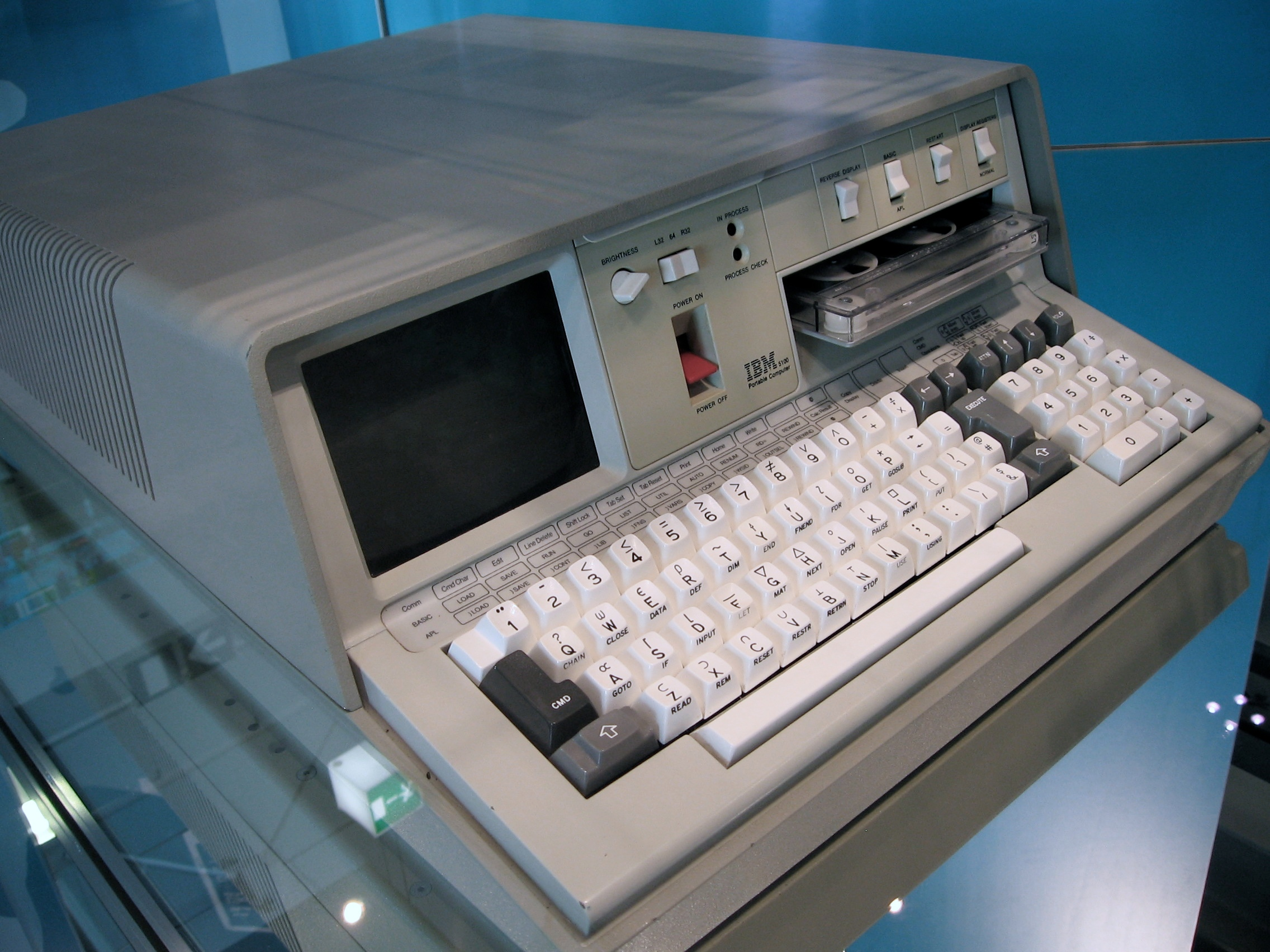
Той самий пристрій, за допомогою якого можна розшифрувати закодовану інформацію з сервера SERN.

В одній з реальностей стає агентом SERN, місією якого повернути IBN-5100. З групою озброєних людей захоплює Окабе, Курісу й Ітару в заручники, а Маюрі вбиває з пістолета, що породжує ланцюг смертей Шіни та відчайдушні спроби Окаріна врятувати останню надалі. По суті, якщо Рінтаро, Макісе і Судзуха намагаються врятувати світ майбутнього від диктатури ЦЕРН й авторитарної антиутопії, то завдання Моеки якраз створити в майбутньому цю саму диктатуру. За її власними словами, команда Окаріна дізналася те, про що не потрібно знати (секрет подорожей в часі і глобальні задуми ЦЕРН) і вирішила публічно заявити про це. Командир Кірю — таємничий Еф-Бі (англ. FB), накази якого вона виконує беззаперечно.
- Урушібара Рука (яп. 漆原 るか)

Сейю — Кобаяші Ю
Вік — 16 років. День народження — 30 серпня (Діва). Група крові — 2 (A). Зріст — 161 см. Вага: 44 кг. Член «Лабораторії пристроїв майбутнього» № 006.
Привабливий юнак з жіночими рисами обличчя, носить одяг, характерний для міко (служительок храмів). Близький друг Маюрі. Курісу допустила помилку, коли прийняла Руку за дівчину. Рінтаро називає його Рукако.
В одній з реальностей був жіночої статі і був закоханий в Окаріна.
- Фейріс Няв-Няв / Акіха Руміхо (яп. フェイリス・ニャンニャン/秋葉 留未穂)

Сейю: Момо Харухі
Вік — 17 років. День народження — 3 квітня (Овен). Група крові — 4 (AB). Зріст — 143 см. Вага: 43 кг. Три розміри — 80/54/77. Співробітник «Лабораторії пристроїв майбутнього» № 007.
Працює в мейд-кафе «Mayqueen Nyannyan» разом з Маюрі і є там найпопулярнішою офіціанткою. Справжнє ім'я — Акіха Руміхо. Часто до своєї мови додає частку «ня». Фліртує з Окаріном.
- Амане Судзуха (яп. 阿万音 鈴羽)

Сейю: Тамура Юкарі
Вік — 18 років. День народження — 27 вересня (Терези). Група крові — 1 (О). Зріст — 163 см. Вага: 51 кг. Три розміри — 80/59/86.
Мандрівниця у часі з майбутнього, відома під псевдонімом «Джон Тайтор», вона прибула з 2036 р., щоб розшукати свого батька. Працює на півставки у орендодавця Рінтаро. Любить кататися на велосипеді. Судзуха є живим свідченням людини, яка виросла в умовах тоталітарного режиму. У 2036 р. світ перебував під владою ЦЕРН, настали часи антиутопії. Дивну поведінку Амане в 2010-му складно не помітити: вона побоюється вертольотів, які пролітають над містом, ніколи не бачила феєрверків і простої кукурудзи. Замість цього прекрасно розбирається в технологіях, спортивна, знавець зброї і, судячи з 13 серії, знає бойові мистецтва.
Дочка Хашіди Ітару. Центральний персонаж манги Steins;Gate: Bōkan no Rebellion.
- Тенноджі Юго (яп. 天王寺 裕吾)

Сейю: Терасома Масакі
Господар будинку, в якому Окабе знімає квартиру, власник магазину ЕПТ-телевізорів на першому поверсі будинку.

### Термінологія

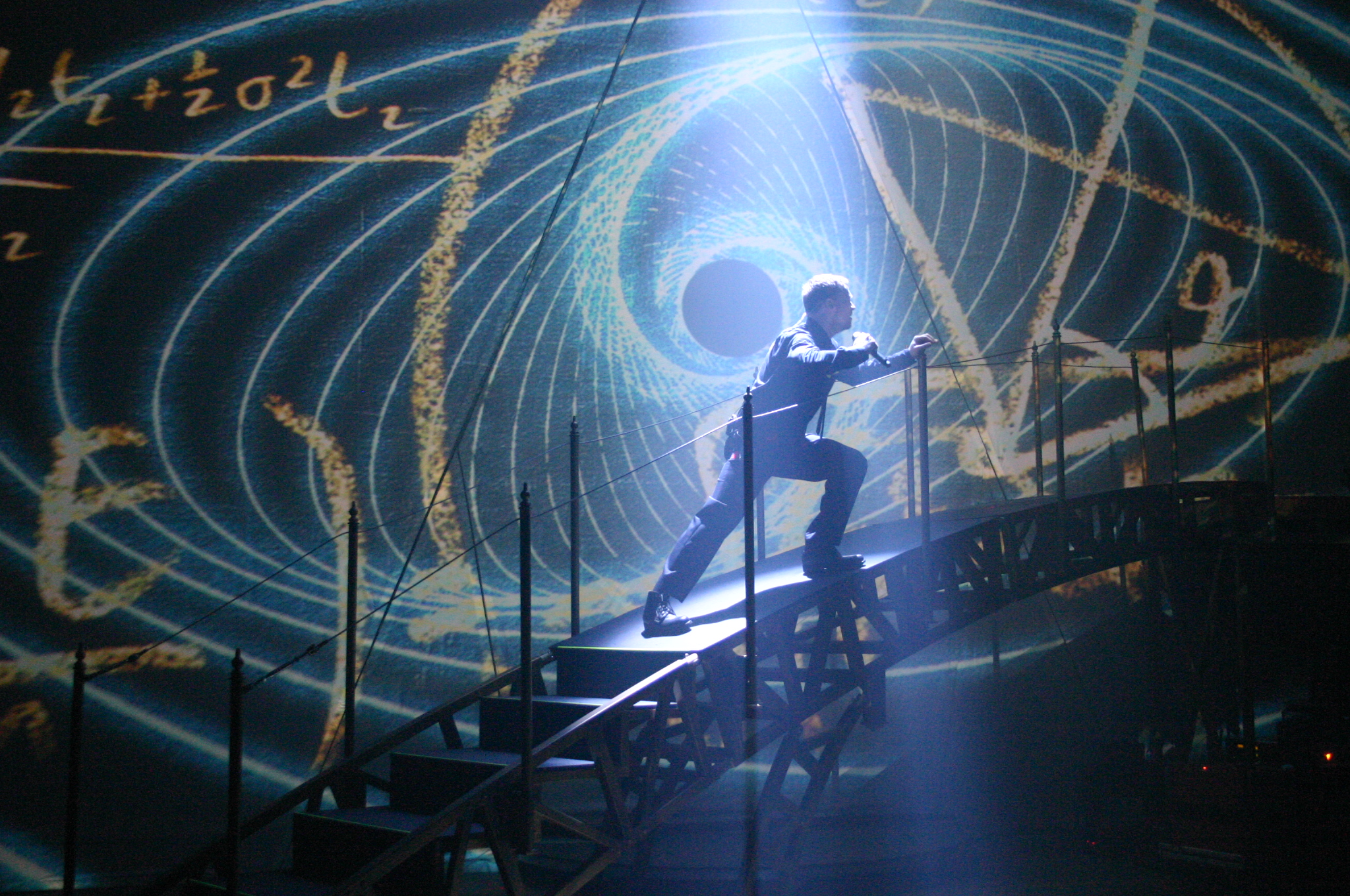
Подорожі в часі — центральна тематика аніме Steins;Gate

- D-mail — текстове повідомлення, відправлене в минуле з метою змінити хід історії.
- «Зчитуючий Штейнер» — здатність, яка дозволяє людині пам'ятати події інших світових ліній. В аніме нею володіє тільки Окабе Рінтаро.
- Джон Тайтор — псевдонім мандрівниці в часі Судзухи Амане. Відповідає реальному прототипу, незнайомцю, який з'явився на американських форумах в 2000–2001 рр. і стверджував, що він прибув з 2036 р., щоб врятувати світ від диктату ЦЕРН. Надалі став інтернет-мемом.
- Машина часу — гіпотетичний пристрій, що дозволяє переміщатися в часі.
- Подорожі у часі — гіпотетичні подорожі між двома точками часу, здійснювані за допомогою машини часу. В аніме показано три способи: D-mail'и, свідомий і фізичний спосіб. Хоча перший спосіб — це не стільки подорожі в часі, скільки спроби змінити реальність повідомленням.

## Тематика

### Наукова
Аніме-серіал рясніє науковою тематикою. Практично все аніме побудоване на науці.

#### Структура аніме
Зовнішній вигляд аніме, зокрема, опенінг й ендінг, сформований у науковому стилі. У першому випадку практично протягом усього опенінга глядач може побачити зображення годинників, численних часових маховиків (наприклад, в центрі одного з них перебуває Кріс Макісе), на передньому фоні яких зображені головні герої Steins;Gate, а на задньому — ледь помітні годинникові стрілки. Це є посиланням на проблему подорожей у часі. Також можна помітити велику кількість геометричних фігур, що нагадує собою математичні чи фізичні формули для обчислень, а якщо бути уважним, то і бабку і метелика, що зрідка з'являються (натяк на «ефект метелика»), пісочний годинник, графічне зображення світових ліній тощо. Музична тема аніме стосується наукової тематики і, крім того, назви епізодів аніме-серіалу насичені фізичними термінами.

#### Подорожі в часі
Steins;Gate невіддільно пов'язане з темою подорожей у часі і взагалі всіма науковими категоріями, які так чи інакше цього стосуються. Наприклад, головні герої аніме — Окабе Рінтаро і Кріс Макісе — студент, який захоплюється теорією подорожей у часі і талановитий учений-фізик відповідно. Батько Кріс Макісе, доктор Накабачі, конференцію якого відвідав Окарін, також учений. У зв'язку з цим паралельно зачіпається інший момент — Джон Тайтор, гіпотетичний мандрівник у часі, який в реальному нашому світі став інтернет-мемом. Також перша і остання серії аніме (в центрі — смерть Кріс Макісе) створюють часову петлю, коли Рінтаро, виявивши Кріс мертвою, в дійсності сам є винуватцем трагедії.
Нерозривно з часовими подорожами пов'язана тема машини часу. В Steins;Gate показано кілька її варіантів: перший — це типовий приклад апарату, на якому прибула Судзуха Амане, другий — відправлення повідомлень у минуле за допомогою мобільного телефону та мікрохвильовки, третій — відправка свідомості старшої людини в минуле в тіло молодшої (ідея нагадує х/ф «Ефект метелика»), при цьому слід зазначити, що по суті справжньою машиною часу є тільки перший приклад, оскільки він дозволяє подорожувати і в минуле, і в майбутнє, тоді як перші два є простими стрибками в минуле без можливості повернення.
З темою подорожей у часі нероздільно пов'язані і такі явища, описані в Steins;Gate, як світові лінії, часові парадокси, викривлення реальності, паралельні світи тощо.

#### Інша наукова тематика
В історії зачіпаються й інші наукові теми. Наприклад, друг Окаріна Дару в першій серії ставить запитання про те, чи може сучасний світ бути комп'ютерною симуляцією. Це посилання на проблему в таких культових фільмах, як Матриця й Екзистенція. Важливе місце в Steins;Gate займає технічний прогрес — комп'ютери, супутники, а той же Дару — програміст і хакер. У шостій серії Окабе сниться сон про чорну діру і будову Всесвіту (відносність, «простір-час», нескінченність).

### Комедійна
Комедійна тематика Steins;Gate обертається навколо декількох основних подій. Центральне місце тут займають взаємовідносини Окабе Рінтаро і Кріс Макісе, вульгарні жарти Дару і образ божевільного вченого Окаріна. У першому випадку Окабе постійно називає Кріс «асистент», «зомбі», «Крістіна», «поп-зірка», «американська незайманість», що сильно дратує дівчину. Разом з тим Макісе називає Окаріна та його друга збоченцями.

### Конспірологія
В сюжеті згадуються різні теорії змови. Наприклад, «Джон Тайтор». У нашому світі відповідає реальному прототипу, незнайомцю, що з'явився на американських форумах в 2000—2001 рр., який заявив, що він прибув з майбутнього. За сюжетом Steins;Gate в порівняно недалекому майбутньому у світі встановився антиутопічний тоталітарний режим, що є посиланням до теорії змови про таємний світовий уряд. Також в одній з версій — відповідно до розповіді того ж Джона Тайтора — не останнє місце в цьому займає ЦЕРН, який придбав монополію на виробництво машин часу.

### Фаталізм
Тема фаталізму з'являється в сюжеті Steins;Gate в 13 серії аніме-адаптації і є однією з центральних ліній практично всю другу половину серіалу. Подругу Окаріна Шіну Маюрі вбиває агент ЦЕРНу Кірю Моека. Рінтаро, здійснюючи стрибки в часі, постійно намагається запобігти її смерті, але, попри це, смерть в різній інтерпретації наздоганяє її. У 14 серії Курісу пояснює, що зазвичай таке явище, як смерть, викликається безпосереднім феноменом на зразок нещасного випадку або хвороби, проте точну причину дізнатися неможливо. Хоча смерть Маюрі викликає агент Кірю Моека, справжня причина зовсім не в цьому, оскільки Шіна гине в будь-якому випадку, чи то автомобільна аварія чи катастрофа в метро. Причина в самому її народженні, і час її життя закінчився. В результаті ж для її порятунку необхідно повернутися на первісну світову лінію подій.

### Японська культура
В аніме-серіалі, як, втім, і в будь-якому жанрі кіномистецтва спостерігається впровадження авторської культури — в цьому випадку, японської. Наприклад, Шіна Маюрі шиє косплеї, а Дару — затятий анімешник. У другій главі гри згадується Пікачу: «Його популярність нині більша, ніж у того електричного жовтого пацюка».

## Концепція

### Аніме
25 липня 2010 р. Шікура Чійомару оголосив на своїй сторінці у твіттері, що гра Steins;Gate буде адаптована в аніме. Детальніша інформація про адаптацію стала відома у вересні 2010-го з журналів Newtype і Comptiq. Адаптація проводилася White Fox і почала мовлення в Японії 6 квітня 2011 р. Режисерами аніме Steins;Gate стали Хамасакі Хіроші і Сато Такуя, композиторами — Такеші Або і Муракамі Юн. У червні Funimation Entertainment ліцензувала серіал англійською мовою в Північній Америці.
22 лютого 2012 р. на дев'ятому Blu-Ray вийшов спеціальний епізод про подорож Окабе, Дару, Маюрі і Руки в Америку, названий 横行跋扈のポリオマニア («Егоїстична Поріоманія»).

### Ґеймплей
Ґеймплей Steins;Gate вимагає мало взаємодії з гравцем, оскільки більша частина тривалості гри витрачається на читання тексту, який з'являється на екрані, він являє собою або діалог між різними символами або думки головного героя. Як і багато інших візуальних романів, у Steins;Gate існують певні моменти, коли користувачеві надається вибір, щоб вплинути на напрямок гри.
Для цих точок прийняття рішень Steins;Gate надає гравцю «телефонний тригер», систему, яка схожа на систему «маячний тригер», що була введена в Chaos;Head. Коли гравець отримує від когось телефонний дзвінок, він може вибрати варіант відповіді або проігнорувати виклик. Отримані текстові повідомлення будуть мати певні підкреслені слова і виділені синім кольором, так само, як гіперпосилання на браузер, в якому гравець може вибрати як відповісти на текстове повідомлення. Більшість телефонних дзвінків і текстових повідомлень не потребують відповідей, хоча у грі є певні моменти, де гравцеві потрібно вжити відповідних заходів. Залежно від вибору гравця (як він зреагує на ці телефонні дзвінки і текстові повідомлення) сюжет буде розвиватися в певному напрямку.

### Розвиток
Steins;Gate — друга спільна робота компаній 5pb. і Nitroplus після Chaos;Head Гра була створена з девізом «99% науки (реальності) і 1 % фантазії». Розвиток Steins;Gate очолив Шікура Чійомару з 5pb. Фуке Рьохей, відомий як Huke розробляв персонажів, тоді як Sh@rp — гаджети. Хаяші Наотака з 5pb. написав сценарій за допомогою Шімокури Вайо з Nitroplus. Мацухара Тацуя від 5pb. був продюсером і Пехара Тосо від Nitroplus — артдиректором. Музику до гри створив Або Такеші з 5pb. і Ісое Тошімічі з Zizz Studio. Шікура, Хаяші, Мацухара, Або та Ісое — всі раніше працювали над проєктом Chaos;Head.
Перед оголошенням гри тизер показали на сайті 5pb як Project S;G, було заявлено, що він буде співпрацею між компаніями 5pb. і Nitroplus.

### Реліз
Про вихід Steins;Gate вперше оголосили 18 вересня 2009. Порт PlayStation Portable до гри вийшов 23 червня 2011-го. Гра містить елементи з завантажуваним вмістом із версії Xbox 360, а також новий фільм-відкриття, нову тему відкриття і нову тему фіналу. Гра також вийшла для гаджетів Apple IOS 25 серпня 2011 р.

### Музика
В Steins;Gate чотири основні музичні теми:
- «Sky Clad Observer» (яп. スカイクラッドの観測者), перша тема відкриття. Виконавець — Канако Іто, автор тексту — Шікура Чійомару. Сингл «Sky Clad Observer» вийшов 28 жовтня 2009 р.
- «Another Heaven», перша тема фіналу. Виконавець — Канако Іто, автор тексту — Йошіхіро Суда.
- «Unmei no Farfalla» (яп. 運命のファルファッラ), друга тема фіналу. Виконавець — Юі Сакакібара, автор тексту — Хаяші Тацухі. Сингл вийшов 25 листопада 2009 р.
- «Technovision», музикальна вставка у виконанні Іто Канако. «Technovision» була включена в альбом Іто «Stargate», що вийшов 26 серпня 2009.

Саундтрек до гри вийшов 3 лютого 2010 р. на двох дисках у наборі з трьох. До цього набору увійшли й записи інтернет-радіо, фонова музика з гри, а також укорочені вокальні версії треків. Клавір треків, «Брама Штейна», також включили в саундтрек. В 4-му епізоді звучить пісня «Watashi ☆LOVE na☆ Otome!», яку виконує Afilia Saga East. Також цей гурт виконує тему відкриття в продовженні гри STEINS;GATE.
Музична тема в аніме поділяється на дві частини: відкриття й фінал. У ролі теми відкриття використовується сингл Іто Канако Hacking to the Gate. Перші 22 серії грає перша частина пісні, в серіях 23 і 24 — друга. Як тема фіналу використовується «Tokitsukasadoru Jūni no Meiyaku» (яп. 刻司ル十二ノ盟約) У виконанні Сакакібари Юї (наприкінці титрів вона згадується як FES з Chaos;Head група «Фантазм» (яп. ファンタズム) звучить перші 21 серії. У 22-й серії як ендінг-теми використовується один з фонових треків до аніме, «Gate of Steiner», в серіях 23 і 24 використовуються Sky Clad no Kansokusha і Another Heaven у виконанні Іто Канако. Саундтрек до аніме, Steins;Gate Original Soundtrack, вийшов 27 липня 2011 р., в комплекті зі STEINS;GATE Vol.2 [Limited Edition] [Blu-ray].
Автори фонової музики до аніме-серіалу — Або Такеші і Муракамі Джюн.